# 해리 가사이드
해리슨 가사이드(영어: Harrison Garside, 1997년 7월 22일~)는 오스트레일리아의 권투 선수로 2020년 하계 올림픽 남자 라이트급에서 동메달을 획득했다.